# Tablas sultanianas
Las Zīj-i Sultānī (en persa: زیجِ سلطانی‎), o Tablas sultanianas, son unas tablas astronómicas y catálogo de estrellas publicadas por Ulugh Beg entre 1438 y 1439. Fue el producto del trabajo conjunto de un grupo de astrónomos musulmanes que trabajaban bajo el patrocinio de Ulugh Beg en su observatorio de Samarcanda. Entre estos astrónomos se encontraban Jamshīd al-Kāshī y Ali Qushji.

## Historia
Las Tablas sultanianas están consideradas el catálogo de estrellas más exacto y extenso de su época, superando a sus predecesores, incluyendo la obra de Ptolomeo, el Libro de las estrellas fijas de Abd Al-Rahman Al Sufi y las Tablas iljaníes del observatorio de Maraghe. No fueron superadas hasta el siglo XVI con los trabajos de Taqi al-Din y de Tycho Brahe.
Los graves errores que Ulugh Beg encontró en los catálogos de estrellas (zij) anteriores (la mayoría de los primeros eran simplemente actualizaciones de la obra de Ptolomeo, añadiendo el efecto de precesión a las longitudes) lo indujeron a redeterminar las posiciones de 992 estrellas fijas, a las que añadió las 27 estrellas del Libro de las estrellas fijas de Al Sufi (964), que estaban demasiado al sur para su observación desde Samarcanda. Este catálogo, uno de los más originales de la Edad Media, fue editado por Thomas Hyde en Oxford en 1665 bajo el título de Tabulae longitudinis et latitudinis stellarum fixarum ex observatione Ulugbeighi, por Gregory Sharpe en 1767 y en 1843 por Francis Baily en el volumen xiii de las Memorias de la Real Sociedad Astronómica.
En 1437, Ulugh Beg determinó la longitud del año sideral en 365,2570370... días: 365 días, 6 horas, 10 minutos y 8 segundos (un error de +58 segundos). En sus mediciones durante muchos años utilizó un gnomon de 50 metros de altura. Este valor fue mejorado en 28 segundos, 88 años más tarde, en 1525 por Nicolás Copérnico (1473-1543), que apeló a la estimación de Thábit ibn Qurra (826-901), que era precisa en +2 segundos. Sin embargo, Ulugh Beg más tarde midió otro valor más preciso: 365 segundos, 5 horas, 49 minutos y 15 segundos, que tiene un error de +25 segundos, haciéndolo más exacto que la estimación de Copérnico que tuvo un error de +30 segundos. Ulugh Beg también determinó la inclinación axial de la Tierra en 23,52 grados, que sigue siendo la medición más precisa hasta la fecha. Era más precisa que las medidas posteriores de Copérnico y Tycho Brahe, y coincide precisamente con el valor aceptado actualmente.